# Ferrières-Haut-Clocher

Ferrières-Haut-Clocher este o comună în departamentul Eure, Franța. În 1 ianuarie 2022 avea o populație de 1.119 de locuitori.